# Aérodrome de la Noblette
L'aérodrome de la Noblette est un aérodrome temporaire utilisé lors de la Première Guerre mondiale. Il était localisé au sud ouest de Mourmelon-le-Grand, sur la commune de La Cheppe dans le département de la Marne. Il tient son nom de la rivière Noblette.

## Historique
Cet aérodrome a été utilisé en décembre 1917 par l'escadrille 88 puis par l'escadrille La Fayette.

## De nos jours
L'aérodrome n'existe plus et est retourné à son utilisation agricole[réf. nécessaire].